# Katrin Reisinger
Katrin Reisinger (* 1971 in Wien) ist eine österreichische Schauspielerin und Moderatorin.

## Leben
Katrin Reisinger absolvierte von 1990 bis 1994 ihr Schauspielstudium am Konservatorium der Stadt Wien unter der Leitung von Elfriede Ott. Danach war sie als Theaterschauspielerin  an österreichischen Bühnen engagiert. So war sie nach Anfängen am Theater im Auersperg Ensemblemitglied am Linzer Landestheater und spielte am Volkstheater, bei den Bregenzer Festspielen, am Landestheater Niederösterreich und am Landestheater Vorarlberg.
1999 gewann sie das Casting für die ORF-Tiersendung "Tatz&Co", die sie zwei Jahre lang moderierte. Ab dem Jahr 2000 übernahm die Schauspielerin zusätzlich für ein Jahr die Moderation der Kochsendung "Frisch gekocht".
Neben ihrer Tätigkeit als Schauspielerin im Fernsehen arbeitet Katrin Reisinger auch als Sprecherin und Trainerin (Sprechtechnik, Improvisation). Seit Herbst 2015 arbeitet Katrin Reisinger hauptberuflich als klassenführende Volksschullehrerin. Reisinger hat zwei Söhne und lebt mit ihrer Familie in Wien.

## Filmografie (Auswahl)
- 1992: Nachtschwalben
- 1996–2004: Kommissar Rex (Fernsehserie, 5 Folgen)
- 1999: Tatort: Absolute Diskretion
- 2005: Margarete Steiff
- 2006: Tom Turbo (Fernsehserie, 2 Folgen)
- 2007: Und ewig schweigen die Männer
- 2007: Der Winzerkönig
- 2010–2011: Die Lottosieger (Fernsehserie, 3 Folgen)
- 2012, 2018 Soko Kitzbühel (Fernsehserie, 2 Folgen)
- 2012: Spuren des Bösen: Racheengel
- 2015: Der Metzger und der Tote im Haifischbecken
- 2017: Schnell ermittelt (Fernsehserie, eine Folge)
- 2020: Letzter Wille (Fernsehserie, eine Folge)